# Themaroides bicolor
Themaroides bicolor är en tvåvingeart som beskrevs av Hancockhancock och Drew 2003. Themaroides bicolor ingår i släktet Themaroides och familjen borrflugor. Inga underarter finns listade i Catalogue of Life.